# دونگی آدروواتس
دونگی آدروواتس (به صربی: Donji Adrovac) یک منطقهٔ مسکونی در صربستان است که در الکسیناتس واقع شده‌است. دونگی آدروواتس ۷۶۱ نفر جمعیت دارد.